# Krejtserova sonata
|  | For andre betydninger, se Kreutzer-sonaten |
Krejtserova sonata (russisk: Крейцерова соната, da.: Kreutzersonaten) er en sovjetisk spillefilm fra 1987 af instrueret af Mikhail Sjvejtser og Sofija Milkina.
Filmen er baseret på Lev Tolstojs roman af samme navn. 

## Medvirkende
- Oleg Jankovskij som Poznysjev
- Aleksandr Trofimov
- Irina Seleznjova som Liza
- Dmitrij Pokrovskij som Trukhatjevskij
- Alla Demidova